# IC 3844
IC 3844 је спирална галаксија у сазвјежђу Ловачки пси која се налази на листи објеката дубоког неба у Индекс каталогу.
Деклинација објекта је + 39° 49' 7" а ректасцензија 12h 52m 6,4s. Привидна величина (магнитуда) објекта IC 3844 износи 15,5 а фотографска магнитуда 16,2. IC 3844 је још познат и под ознакама MCG 7-26-59, NPM1G +40.0300, PGC 43622.